# Saint-Germain-de-Martigny
Saint-Germain-de-Martigny ist eine französische Gemeinde mit 83 Einwohnern (Stand: 1. Januar 2022) im Département Orne in der Region Normandie. Sie gehört zum Arrondissement Mortagne-au-Perche und zum Kanton Mortagne-au-Perche.

## Lage
Die Gemeinde Saint-Germain-de-Martigny liegt im Norden des Hügellandes Le Perche, elf Kilometer nordwestlich von Mortagne-au-Perche. Nachbargemeinden sind Saint-Aubin-de-Courteraie im Nordwesten, Saint-Ouen-de-Sécherouvre im Norden und im Osten, Bazoches-sur-Hoëne im Südosten und Champeaux-sur-Sarthe im Südwesten.

## Bevölkerungsentwicklung
| Jahr                       | 1962 | 1968 | 1975 | 1982 | 1990 | 1999 | 2006 | 2014 | 2021 |
| -------------------------- | ---- | ---- | ---- | ---- | ---- | ---- | ---- | ---- | ---- |
| Einwohner                  | 105  | 106  | 101  | 88   | 72   | 87   | 95   | 81   | 82   |
| Quellen: Cassini und INSEE |      |      |      |      |      |      |      |      |      |

## Sehenswürdigkeiten

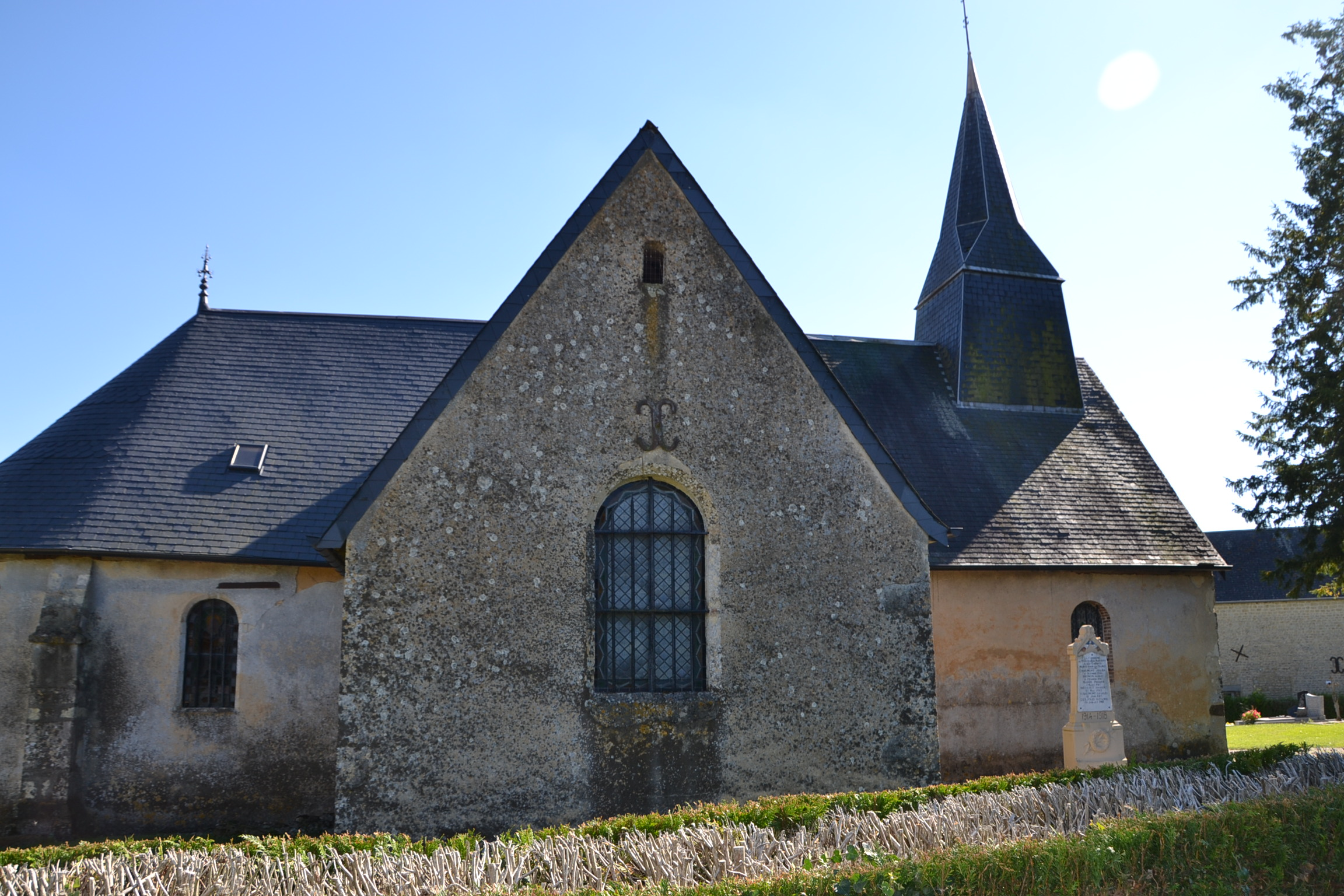
Kirche Saint-Germain

- Kirche Saint-Germain